# Barszur
Barszur a szamali uralkodóház nyolcadik ismert királya, I. Panamuva fia. Pontos datálása nem lehetséges. Az i. e. 8. század első évtizedeire tehető I. Panamuva, és az i. e. 738-ban meghalt Aszarja alapján a század középső évtizedeire tehető regnálásának ideje.
Barszur atyjának ismert felirata már az uralkodóházon belüli viszályokról, lázadásokról beszél, ezért igyekezett minden lehetségest megtenni az öröklés törvényes menetének biztosítására. I. Panamuva hosszú uralkodása után Barszur átvette a trónt, de végül palotaforradalom áldozata lett, saját palotájában gyilkolták meg fővárosában. Utódja a gyilkosa, Aszarja lett, a trónörökös, Panamuva Asszíriába menekült. Ezekről az eseményekről homályos utalások találhatók a Panamuva-sztélén.